# Villa Friedrich Wilhelm Schwenk
Die Villa Friedrich Wilhelm Schwenk liegt im Stadtteil Kötzschenbroda der sächsischen Stadt Radebeul, in der Meißner Straße 247.

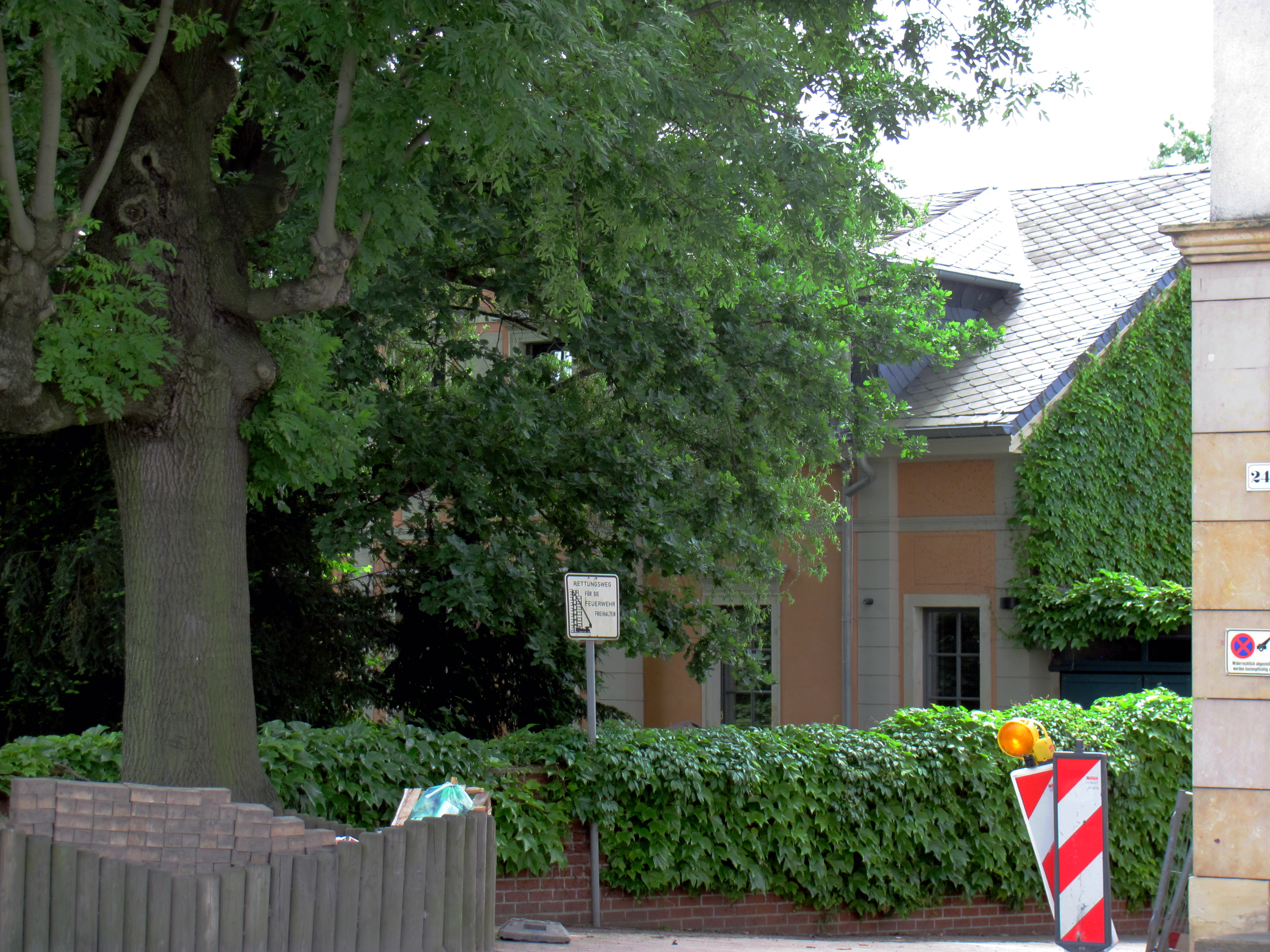
Villa Friedrich Wilhelm Schwenk

## Beschreibung
Das traufständige, denkmalgeschützte Wohnhaus ist eine eingeschossige, landhausartige Villa. Sie steht auf einem schmalen, langgestreckten Grundstück und hat einen größeren Vorgarten zur Straße hin.
Das Gebäude hat einen Drempel, darüber sitzt ein schiefergedecktes Satteldach. In den Traufseiten steht jeweils ein Mittelrisalit, zur Straße hin befinden sich auf beiden Seiten seines Dreiecksgiebels breite Dachausbauten.
Die verputzten Fassaden zeigen reduzierte Gliederungselemente, die jüngst wiederhergestellt wurden. Die durch Sandsteingewände eingefassten Fenster werden von horizontalen Verdachungen geschützt.

## Geschichte
Laut Bauantrag vom Januar 1869 hatte der Bildhauer Friedrich Wilhelm Schwenk kurze Zeit vorher die Feldparzelle erworben, um darauf ein Wohnhaus nebst Seitengebäude zu errichten. Die Bauarbeiten übernahm der ortsansässige Baumeister Moritz Große nach eigenem Entwurf. Die Baurevision erfolgte im November 1870. Bereits ein Vierteljahr später verstarb Schwenk.
Im Jahr 1934 erfolgte der Ausbau des Daches durch die Bauunternehmung von Alfred Große.
Heute befindet sich dort die öffentliche Atelieradresse der bildenden Künstlerin und Architektin Gerlinde Queißer.